# Споглядаючи всесвіт
Споглядаючи Всесвіт (пол. Podglądanie wszechświata- науково-популярна книга о.Міхала Геллера, польського фізика і філософа, вперше опублікована у 2008 році у видавництві Znak .
Праця розповідає коротку історію окремих тем із сучасної фізики, астрономії та філософії науки. Початкова тема — відкриття Ньютона та філософські суперечки, що виникли навколо них із Лейбніцем. Далі обговорювалися витоки революційної квантової механіки 1920-х років та логічний позитивізм, який розвивався в подібний час. Нарешті, автор повідомляє про досягнення в космології в останні десятиліття 20 століття, наприклад, підтвердження Великого вибуху космічними місіями. Він присвячує філософські роздуми фізичним і астрономічним відкриттям.
У вересні 2008 року Śródmiejski Ośrodek Kultury у Кракові визнало книгу Краківською книгою місяця .
Перевидано у 2011 році зі зміненою обкладинкою та компакт-диском із лекціями під назвою Дорогами мислітелів, що раніше видавалася самостійно. Пізнішим розповсюджувачем цього видання був Copernicus Center Press при Центрі міждисциплінарних досліджень Коперника в Кракові .

## Зміст
- Передмова
- Пролог
- До сучасної фізики
- Революційна фізика 20 століття
- Космологія 20 століття - дітище революції у фізиці
- Роздуми
- Словник
- Покажчик імен